# Чиньски, Фердинанд фон
Фердинанд фон Чиньски (нем. Ferdinand von Zschinsky, урожд. Фердинанд Рюммлер; 22 февраля 1797, Лойбсдорф, курфюршество Саксония — 23 марта 1868) — немецкий политик, юрист, государственный деятель, министр внутренних дел (7 — 16 марта 1848), министр юстиции (1849—1858), глава правительства королевства Саксония (2 мая 1849 — 28 октября 1858). Доктор права.

## Биография
Сын каменщика. Был усыновлен лесником Фердинандом Августом Чиньским. С 1815 года изучал право в Лейпцигском университете. С 1818 года работал в юридической фирме Лейпцига. В 1823 году получил докторскую степень. Работал адвокатом. Позже был назначен асессором юридического факультета Лейпцигского университета, в 1830 году — сотрудник Судебного совета.
Работал в правительстве Саксонии, с 1835 года — член Дрезденского апелляционного суда, вице-президент — в 1845 году.
Во время Революции 1848—1849 годов в Германии в марте 1848 года недолго занимал должность министра внутренних дел королевства Саксония.
Король Саксонии Фридрих Август II 2 мая 1849 года назначил его главой правительства и министром юстиции королевства Саксония. Во время Дрезденского восстания Ф. Чиньски вместе с королём и Фридрихом Фердинандом фон Бейстом бежал из Дрездена.
В 1858 году для восстановления здоровья отправился в долгое путешествие на юг Франции и Италии, после возвращения в Дрезден у него прогрессировала болезнь лёгких, в результате чего он умер.
В мае 1856 года был возведён в дворянское достоинство. 30 мая 1857 года стал почётным гражданином Дрездена.